# Todo, todo, todo
"Todo, Todo, Todo" es una canción escrita por Jorsaci, producida por Bebu Silvetti e interpretada por la cantautora y actriz mexicana Daniela Romo. Fue lanzado por EMI Latin en 1991 como el segundo sencillo del sexto álbum de estudio de Romo, Amada más que nunca (1991). La canción se convirtió en el segundo sencillo número uno de Romo en la lista Billboard Top Latin Songs, después de "De Mí Enamórate" cinco años antes.  Romo obtuvo dos nominaciones en los Premios Lo Nuestro en 1992 por la canción, Canción Pop del Año y Mejor Video Musical, ganando este último.  "Todo, Todo, Todo" tiene una coreografía que es un elemento básico en las fiestas informales/formales (de salón) filipinas. El vídeo recibió una nominación de Billboard Music como Video Latino del Año por una Artista Femenina. 
La canción debutó en el ranking Billboard Top Latin Songs (anteriormente Hot Latin Tracks) en el puesto número 29 en la semana del 25 de mayo de 1991, subiendo al top ten dos semanas después.   "Todo, Todo, Todo" alcanzó el puesto número uno el 5 de mayo de 1991,  reemplazando a "Mi Deseo" de la banda mexicana Los Bukis y siendo sucedido diez semanas después por "Cosas del Amor" de la cantante estadounidense Vikki Carr y la cantautora mexicana Ana Gabriel.  "Todo, Todo, Todo" terminó 1991 como el segundo sencillo latino con mejor desempeño del año en los Estados Unidos.